# Heterobostrychus aequalis
Heterobostrychus aequalis is een keversoort uit de familie boorkevers (Bostrichidae). De wetenschappelijke naam van de soort werd in 1884 als Bostrychus aequalis gepubliceerd door Charles Owen Waterhouse.

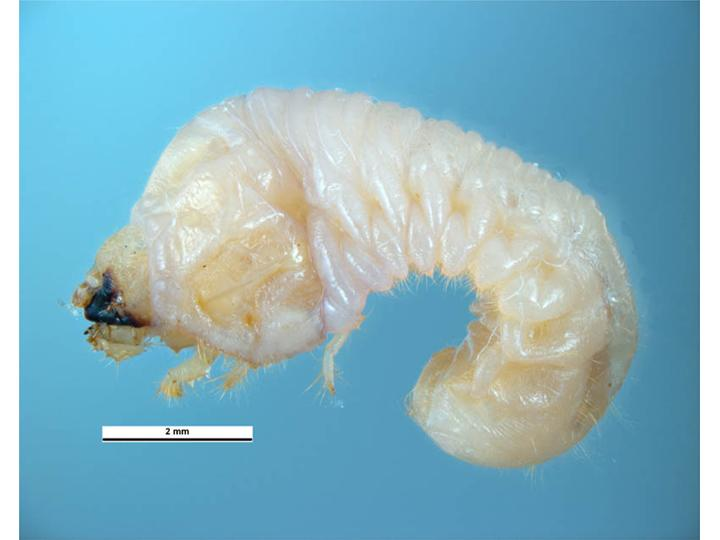
Larve